# Чингірлауський район
Чингірла́уський район (каз. Шыңғырлау ауданы, рос. Чингирлауский район) — адміністративна одиниця у складі Західноказахстанської області Казахстану. Адміністративний центр — село Шингирлау.
Населення — 13032 особи (2021; 16116 у 2009, 21799 у 1999, 26565 у 1989).

## Склад
До складу району входять 9 сільських округів:
| Поселення                      | Площа, км² | Населення, осіб (1989) | Населення, осіб (1999) | Населення, осіб (2009) | Населення, осіб (2021) | Центр     | Населені пункти |
| ------------------------------ | ---------- | ---------------------- | ---------------------- | ---------------------- | ---------------------- | --------- | --------------- |
| Акбулацький сільський округ    | 866,66     | 2273                   | 1721                   | 1035                   | 517                    | Акбулак   | 2               |
| Актауський сільський округ     | 869,47     | 2181                   | 1523                   | 675                    | 458                    | Актау     | 2               |
| Акшатський сільський округ     | 814,55     | 3150                   | 2657                   | 1867                   | 1313                   | Акшат     | 2               |
| Алмазненський сільський округ  | 1062,85    | 2291                   | 1964                   | 1211                   | 723                    | Алмазне   | 3               |
| Ардацький сільський округ      | 800,11     | 1645                   | 1177                   | 550                    | 330                    | Ардак     | 1               |
| Ащисайський сільський округ    | 627,94     | 2647                   | 2122                   | 1279                   | 813                    | Ащисай    | 5               |
| Карагаський сільський округ    | 1068,39    | 2195                   | 1938                   | 1225                   | 558                    | Карагаш   | 4               |
| Чингірлауський сільський округ | 1119,92    | 10183                  | 8697                   | 8274                   | 8320                   | Шингирлау | 6               |

## Найбільші населені пункти
| № | Населений пункт | Населення, осіб (1989) | Населення, осіб (1999) | Населення, осіб (2009) | Населення, осіб (2021) |
| - | --------------- | ---------------------- | ---------------------- | ---------------------- | ---------------------- |
| 1 | Шингирлау       | 7769                   | 6722                   | 7005                   | 7639                   |
| 2 | Акшат           | 2478                   | 2244                   | 1820                   | 1313                   |